# Paradoks Ellsberga

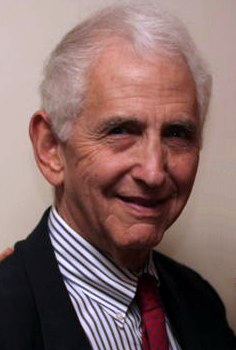
Daniel Ellsberg, autor paradoksu Ellsberga w 2006 roku

Paradoks Ellsberga (ang. Ellsberg paradox) – pojęcie w teorii decyzji i w ekonomii eksperymentalnej, który służy jako ilustracja tego, że większość ludzi nie działa zgodnie z założeniami teorii oczekiwanej użyteczności. Zazwyczaj interpretuje się go jako dowód na to, że ludzie starają się unikać formułowania oceny na temat wartości prawdopodobieństw. Paradoks został spopularyzowany w latach 60. XX wieku przez amerykańskiego ekonomistę, Daniela Ellsberga, choć jego odmiany rozważane były już wcześniej, między innymi przez Johna Maynarda Keynesa.
Nazwa paradoks Ellsberga jest myląca, ponieważ nie jest paradoksem w ścisłym znaczeniu tego słowa. Rozumowanie, przedstawione poniżej, prowadzi do sprzeczności wyłącznie jeżeli założy się, że ludzie w swoim postępowaniu kierują się zasadą maksymalizacji wartości oczekiwanej użyteczności. W latach 60., gdy Ellsberg opublikował swoją pracę, przekonanie o poprawności tego założenia było wśród ekonomistów dość powszechne, i dlatego eksperyment zaproponowany przez Ellsberga nazwano paradoksem.
Paradoks Ellsberga służy zatem jako ilustracja konieczności wzięcia pod uwagę przy modelowaniu psychologii ryzyka nie tylko matematycznej wartości oczekiwanej użyteczności, ale również jej rozkładu wokół średniej.

## Sformułowanie problemu
Załóżmy, że w urnie znajduje się 90 kul, z których 30 pomalowanych jest na czerwono, a pozostałe 60 są pomalowane albo na żółto albo na zielono. Nie wiadomo dokładnie ile kul jest żółtych, a ile zielonych, ale wiadomo, że w sumie jest ich 60. Prawdopodobieństwo wyciągnięcia każdej kuli z urny jest jednakowe. Loteria zaproponowana przez Ellsberga polega na losowym wyciągnięciu z urny jednej kuli. W zależności od jej koloru wygrana opisana jest w tabeli poniżej:
|                        | Loteria 1   | Loteria 1   | Loteria 2   | Loteria 2   |
| Kolor wylosowanej kuli | Opcja 1A    | Opcja 1B    | Opcja 2A    | Opcja 2B    |
| Kula czerwona          | 100 złotych | nic         | 100 złotych | nic         |
| Kula zielona           | nic         | 100 złotych | nic         | 100 złotych |
| Kula żółta             | nic         | nic         | 100 złotych | 100 złotych |

Analiza loterii zgodnie z teorią użyteczności oczekiwanej przebiega następująco. Porównując opcje 1A i 1B w loterii 1 łatwo zauważyć, że opcja 1A jest lepsza od opcji 1B tylko i wyłącznie wówczas gdy wybierający uważa, że prawdopodobieństwo wyciągnięcia kuli czerwonej jest większe niż kuli zielonej. Jeżeli wybierający uważa, że szansa na kulę czerwoną i zieloną jest taka sama, wówczas opcje 1A i 1B są mu obojętne. Podobnie, porównując opcje 2A i 2B w loterii 2, można zauważyć, że opcja 2A jest lepsza od opcji 2B tylko i wyłącznie wówczas gdy wybierający uważa, że wylosowanie kuli czerwonej lub żółtej jest bardziej prawdopodobne niż wylosowanie kuli zielonej lub żółtej. Jeżeli wylosowanie kuli czerwonej jest bardziej prawdopodobne niż wylosowanie kuli zielonej, to wylosowanie kuli czerwonej lub żółtej jest bardziej prawdopodobne niż wylosowanie kuli zielonej lub żółtej. A zatem osoba, która preferuje opcję 1A w loterii 1 powinna również preferować opcję 2A w loterii 2.
Okazuje się jednak, że w przeprowadzanych eksperymentach większość osób wybiera opcję 1A w loterii 1, oraz opcję 2B w loterii 2, zaprzeczając tym samym wnioskom z teorii oczekiwanej użyteczności.

## Matematyczne wyprowadzenie sprzeczności
Użyjmy oznaczenia R na prawdopodobieństwo wylosowania kuli czerwonej, Z na prawdopodobieństwo wylosowania kuli zielonej i Y na prawdopodobieństwo wylosowania kuli żółtej. Zgodnie z teorią oczekiwanej użyteczności, stwierdzenie, że osoba woli opcję 1A od opcji 1B implikuje:
{\displaystyle R>Z}
Z drugiej strony, jeżeli osoba woli opcję 2B od opcji 2A, formalnie oznacza to, że:
{\displaystyle Z+Y>R+Y}
co upraszcza się do:
{\displaystyle Z>R}
Uzyskana sprzeczność oznacza to, że osoba posługująca się funkcją użyteczności do podejmowania decyzji nie może jednocześnie preferować opcję 1A w loterii 1 i opcję 2B w loterii 2.

## Ogólność paradoksu
Istnienie paradoksu nie zależy od konkretnej formy funkcji użyteczności, czyli od wartości jakie funkcja użyteczności przyjmuje dla różnych wartości wygranej. Mimo że założyliśmy powyżej, że {\displaystyle U(100)>U(0),} nawet jeżeli {\displaystyle U(100)<U(0)} lub {\displaystyle U(100)=U(0)} paradoks nie znika.